# Zeithain
Zeithain – miejscowość i gmina we wschodnich Niemczech, w kraju związkowym Saksonia, w okręgu administracyjnym Drezno, w powiecie Miśnia.

## Historia
Podczas II wojny światowej, wiosną 1941, utworzono tu niemieckie obozy jenieckie Stalag 304/IV H i Stalag 329, jednakże Stalag 329 został w sierpniu 1941 przeniesiony do Żmerynki. We wrześniu 1942 Stalag 304 został przeniesiony do Leuven, i w jego miejsce powstał Stalag IV B/Z, podobóz Stalagu IV B.

## Współpraca
Miejscowości partnerskie:
- Hausen ob Verena, Badenia-Wirtembergia
- Teningen, Badenia-Wirtembergia
- Todtenweis, Bawaria